# Joss Whedon

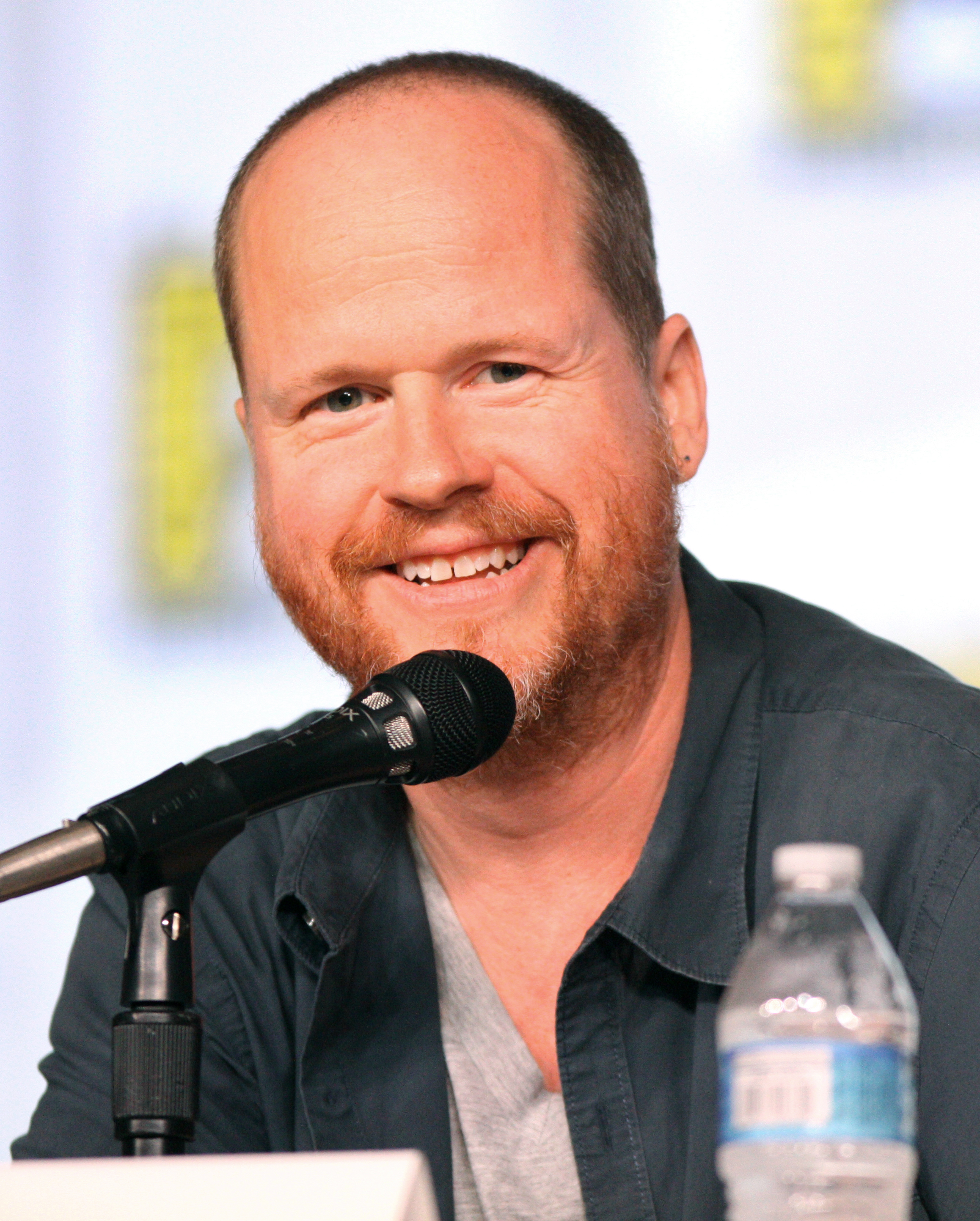
Joss Whedon auf der Comic-Con 2012

Joseph Hill „Joss“ Whedon (* 23. Juni 1964 in New York) ist ein US-amerikanischer Drehbuchautor, Produzent, Regisseur und Comic-Autor.
Er ist der Erfinder der Fernsehserien Buffy – Im Bann der Dämonen (1997–2003), Angel – Jäger der Finsternis (1999–2004), Firefly – Der Aufbruch der Serenity (2002–2003) und Dollhouse (2009–2010). Er ist der Drehbuchautor des vierten Teils der Alien-Tetralogie Alien – Die Wiedergeburt (Originaltitel: Alien: Resurrection) (1997), von Marvel’s The Avengers (2012) sowie dessen Fortsetzung Avengers: Age of Ultron (2015), wo er auch Regie führte, von Toy Story (1995) und von The Cabin in the Woods (2012). Außerdem ist er Autor diverser Comics, die teilweise auf den von ihm kreierten Fernsehserien basieren.

## Werdegang

### Privatleben
Sowohl Whedons Vater Tom Whedon als auch sein Großvater John Whedon haben als Autoren für das Fernsehen gearbeitet.
Whedon, der in Manhattan (New York) aufwuchs, besuchte zunächst die Riverdale School, bevor er für sein letztes Schuljahr nach England ging und dort am Winchester College seinen Abschluss machte. Dieses ist bekannt als eine reine Jungenschule mit hohen akademischen Ansprüchen.
Nach seinem Abschluss kehrte er in die Vereinigten Staaten zurück, um an der Wesleyan University, Connecticut, ein Studium mit Hauptfach Film zu beginnen und 1987 erfolgreich abzuschließen.
Joss Whedon war bis 2016 mit der Schauspielerin und Produzentin Kai Cole verheiratet. Das Paar hat einen Sohn (* 2002) und eine Tochter (* 2005). 2021 heiratete Whedon die kanadische Künstlerin Heather Horton.

### Berufsleben
Nach seinem College-Abschluss begann Whedon, sogenannte spec scripts zu verfassen – Drehbuchentwürfe, die Autoren auf eigene Verantwortung erstellen und versuchen, sie an Produktionsgesellschaften zu verkaufen. Zwar schaffte er es nicht, seine Werke zu veräußern, jedoch fand er 1988 eine Anstellung als Autor bei der Fernsehserie Roseanne. Während dieser Zeit arbeitete er auch am Drehbuch zu Buffy – Der Vampir-Killer (original Buffy the Vampire Slayer). Dieses konnte er an Sandollar Productions verkaufen, allerdings dauerte die Umsetzung zu einem Kinofilm mehrere Jahre.
Zwischenzeitlich verließ Whedon Roseanne und arbeitete kurzzeitig als Autor und Co-Produzent bei der Serie … Eltern sein dagegen sehr bzw. Eine Wahnsinnsfamilie (verschiedene deutsche Titel angegeben) (original Parenthood).
1991 folgte die Verfilmung von Buffy, der Vampirkiller durch die Regisseurin Fran Rubel Kuzui. Mit dieser Umsetzung seiner Idee war Whedon nicht zufrieden, sie kam auch beim Publikum nicht an und besitzt heute B-Movie-Status. Daraufhin gelang es Whedon erstmals, ein Script (namens Suspension) zu verkaufen, jedoch kam es letztendlich nicht zur Produktion eines Filmes. Allerdings hatte Whedon sich mittlerweile einen guten, professionellen Ruf erarbeitet, so dass er von nun an häufiger als sogenannter Script Doctor arbeitete.
Whedon arbeitete 1993/94 zunächst am Drehbuch von Speed, nach dessen Erfolg er auch am Projekt Waterworld beteiligt war – bei dem er jedoch nur geringen Einfluss auf das Endprodukt hatte.
1994 gelang es ihm erneut, eines seiner spec scripte zu verkaufen, doch auch Afterlife wurde nicht produziert. Sein nächster Auftrag als script doctor wurde der Disney Enterprises Film Toy Story, bei dem Whedon auch als Co-Autor genannt wurde und der ihm eine Oscarnominierung einbrachte. Diese positive Publicity brachte ihm ein weiteres Engagement – beim Film Twister – ein.
1996 entwickelte man im Produktionsstudio 20th Century Fox den Plan, eine Umsetzung von Buffy, der Vampirkiller als Fernsehserie für den US-Fernsehsender The WB zu versuchen – Buffy – Im Bann der Dämonen. Whedon und die anderen Rechteinhaber wurden angefragt und Whedon – dem das Projekt noch sehr am Herzen lag – übernahm es selbst, die Serie zu entwickeln. In diesem Rahmen gründete Whedon die Produktionsfirma Mutant Enemy. Nachdem sich die Serie bei den Zuschauern durchsetzen konnte, wurde zwischen Mutant Enemy und 20th Century Fox ein Entwicklungsvertrag geschlossen, der Whedon längerfristig an das Studio binden sollte.
Im Rahmen von Buffy erhielt Whedon erstmals die Gelegenheit, bei einer Fernsehproduktion Regie zu führen, wie er es auch in all seinen folgenden Serien tat.
Im Herbst 1997 erhielt Whedon den Auftrag, das Drehbuch für den vierten Teil der Alien-Filmreihe zu schreiben: Alien – Die Wiedergeburt (original Alien: Resurrection). Ironischerweise wurde seine Arbeit hier durch mehrere script doctors den Erwartungen der Produzenten angepasst.
Nach dem mehrjährigen Erfolg von Buffy war das nächste größere Projekt aus dem erwähnten Entwicklungsvertrag die Spin-off-Serie Angel – Jäger der Finsternis (original: Angel), dem Whedon ab 1999 sein Hauptaugenmerk widmete. Diese Serie wurde in Zusammenarbeit mit David Greenwalt entwickelt. Hauptcharakter ist der aus Buffy bekannte Angel, ein Vampir mit Seele, der in Los Angeles für die Menschheit kämpft.
Schließlich entwickelte Whedon ab 2002 zusammen mit Tim Minear ein weiteres Projekt: die Serie Firefly – Der Aufbruch der Serenity, die schließlich auf dem US-Fernsehsender Fox ausgestrahlt wurde. Bei Firefly handelte es sich um ein Science-Fiction-Setting, in das viele Elemente des klassischen Western eingearbeitet wurden. Dabei kam es jedoch von Anfang an zu künstlerischen Differenzen mit den Studio- und Senderverantwortlichen. Als die Serie schließlich die Erwartungen in die Einschaltquoten nicht erfüllte, wurde sie zu Jahresbeginn 2003 nach einer halben Staffel abgesetzt. 2003 lief nach sieben Jahren auch Buffy aus. Eine Vielzahl von weiteren Spin-off-Serien wurde entwickelt, aber letztlich nicht realisiert. 2004 wurde schließlich klar, dass The WB Angel nach fünf Staffeln auslaufen lassen würde.
Ende desselben Jahres löste Whedon den Entwicklungsvertrag von 1997 – ein Jahr vor dessen Ablauf – auf. Somit blieb die Produktionsfirma Mutant Enemy Inc. ohne laufende Einnahmen für die Produktion neuer Serien – dies bedeutete einen De-facto-Rückzug aus dem Fernsehgeschäft. Sowohl bei der Absetzung von Firefly als auch beim Auslaufen von Angel ging es hauptsächlich um finanzielle und (sender-)politische Erwägungen, weniger um kreative. So war Angel im Jahr seiner Absetzung die Serie mit den zweithöchsten Quoten auf dem ausstrahlenden Sender und die Zuschauerschaft hatte eine kürzlich erfolgte Umorientierung der Serie erfolgreich angenommen.

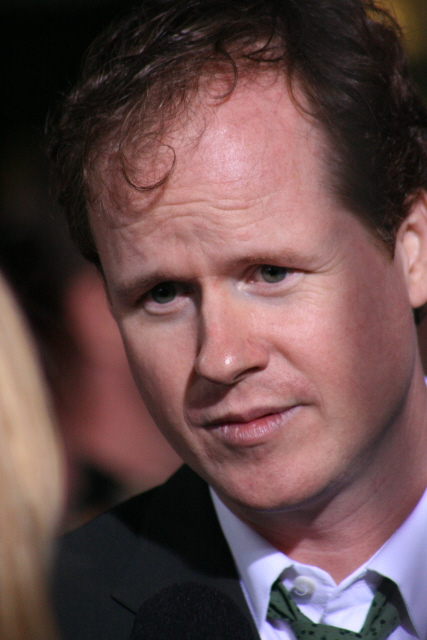
Joss Whedon 2005 bei der Premiere von Serenity

Nachdem ab 2003 die DVD-Veröffentlichung von Firefly sehr erfolgreich war, gelang es Whedon, ein Script für einen auf dieser Serie beruhenden Kinofilm namens Serenity – Flucht in neue Welten zu verkaufen. Bei diesem Film hat Whedon auch Regie geführt. In den USA startete der Film am 30. September 2005 in den Kinos, deutscher Starttermin war der 24. November 2005.
Über seine Beschäftigung mit dem Medium Film hinaus betätigt sich Whedon zwischenzeitlich als Comicautor. Selbst ein bekennender Fan dieser Kunstform, entwarf er die bei Dark Horse Comics erschienene Mini-Serie Fray, die in der Zukunft des Buffy-Universums spielt.
Wie andere Autoren der Fernsehserie Buffy hat Whedon einen Beitrag an der Comicumsetzung dieser Serie gehabt: Er verfasste den Haupthandlungsbogen der fünfteiligen Mini-Serie Tales of the Vampires und drei Geschichten der Anthologie Tales of the Slayer.
Whedon beschäftigte sich im Comic-Bereich mit der auf 12 Teile ausgelegten Sub-Serie Astonishing X-Men in der X-Men-Serie von Marvel Comics. Bei Dark Horse Comics platzierte Whedon im Jahr 2005 eine dreiteilige Mini-Serie namens Serenity, die eine Geschichte aus der Zeit zwischen der Fernsehserie Firefly und dem Kinofilm Serenity erzählt. Die Hefte erlebten mehrere Auflagen. Anfang 2006 wurde die Geschichte in einem Sammelband nochmals neu aufgelegt. Co-Autor war Brett Mathews, die Zeichnungen stammen von Will Conrad.
Whedon hatte einen Vorvertrag abgeschlossen, demzufolge er für die Produktion und Regie eines Kinofilms auf der Basis der Comicserie Wonder Woman verantwortlich sein sollte. Nach längerer Vorbereitungszeit schied er jedoch wegen sich unterscheidender kreativer Vorstellungen aus dem Projekt aus. Ein weiteres Projekt (bei Universal Pictures), ein Fantasy-Thriller mit dem Titel Goners, erzählt von einem Mädchen namens Mia, das auf mystische Weise im Untergrund der Stadt und der Gesellschaft lebt. Die Arbeit wurde durch seine engagierte Teilnahme am Streik der Drehbuchautoren 2007 unterbrochen.
Sein nächstes Fernsehprojekt war Dollhouse. Diese Serie handelte von einer Gruppe von Geheimagenten, deren Persönlichkeit manipuliert wird, unter anderem Eliza Dushku als Echo, welche auch den zweiten Teil der Produzentenarbeit übernahm.
Der US-Sender Fox strahlte die erste Episode am 13. Februar 2009, die letzte am 29. Januar 2010 aus.
2008 produzierte Joss Whedon ein dreiteiliges Musical namens Dr. Horrible’s Sing-Along Blog, das wenige Tage kostenlos im Internet zu sehen war. Es ist jetzt gegen Gebühr im US-amerikanischen und kanadischen iTunes Store herunterzuladen. Die Hauptrollen in den jeweils ca. zehnminütigen Episoden hatten Neil Patrick Harris, Nathan Fillion und Felicia Day. Er schrieb 2009 gemeinsam mit Drew Goddard das Skript für The Cabin in the Woods und arbeitete an dem Film als ausführender Produzent. Goddard übernahm die Regie bei diesem Projekt.
2011 übernahm Joss Whedon die Regie im Film Marvel’s The Avengers. Titan Books veröffentlicht Ende Mai 2012 die Audiobiografie Joss Whedon: The Complete Companion in den USA. Direkt im Anschluss an Marvel’s The Avengers drehte Whedon in seinem Privathaus den Schwarz-Weiß-Film Much Ado About Nothing, für den er zusammen mit seiner Frau das Filmstudio Bellwether Pictures gründete. An dem Film, der innerhalb weniger Wochen abgedreht war, waren praktisch nur Schauspieler beteiligt, die Whedon von seinen diversen anderen Film- und Fernseh-Projekten kennt.
2012 war Whedon an der Entwicklung der Fernsehserie Marvel’s Agents of S.H.I.E.L.D. beteiligt, die – ebenso wie Marvel’s The Avengers – im Marvel Cinematic Universe spielt. Die Serie handelt vom Alltag der Agenten der Geheimorganisation S.H.I.E.L.D.
Im Jahr 2014 drehte Whedon die Fortsetzung von Marvel’s The Avengers. Die Dreharbeiten fanden von März bis August 2014 in den Shepperton Studios statt. Der Film mit dem Titel Avengers: Age of Ultron erschien am 23. April 2015 in Deutschland.
2017 wurde er für seine Leistungen als Drehbuchautor in die Academy of Motion Picture Arts and Sciences (AMPAS) aufgenommen, die alljährlich die Oscars vergibt.
Ebenfalls 2017 übernahm Whedon die Verantwortung für die Nachdrehs des zum DC Extended Universe gehörenden Film Justice League.

### Aggressives Verhalten, Belästigungsvorwürfe und Toxic Environment
Im Juli 2020 trat Schauspieler Ray Fisher an die Öffentlichkeit und berichtete über belästigendes Verhalten von Whedon am Filmset zu Justice League. Es kam zu Untersuchungen von Seiten der Produktionsfirma Warner Brothers und im Zuge dieser verließ Whedon die Fernsehserie The Nevers, die für HBO, einer Tochterfirma von Warner, in der Entwicklung war. Danach wurden Berichte von den Dreharbeiten zu Buffy und Angel bekannt, in denen u. a. frauenverachtendes, herabwürdigendes und generell aggressives Verhalten Whedons geschildert werden. Ferner wird berichtet, er sei mit den Dreharbeiten zu Buffy und den damit verbundenen Freiheiten überfordert gewesen. Zugleich hätte er seine Position als Macher machtvoll ausgenutzt. Seine Ehefrau berichtet über Affären, die er in dieser Zeit hatte und die zur Trennung der beiden führten.

## Filmografie (Auswahl)
als Drehbuchautor
- 1989: Roseanne (Fernsehserie, 4 Folgen)
- 1990–1991: Eine Wahnsinnsfamilie (Parenthood, Fernsehserie, 3 Folgen)
- 1992: Buffy – Der Vampir-Killer (Buffy the Vampire Slayer)
- 1995: Toy Story
- 1996–2003: Buffy – Im Bann der Dämonen (Buffy the Vampire Slayer, Fernsehserie, 145 Folgen)
- 1997: Alien – Die Wiedergeburt (Alien: Resurrection)
- 1999–2004: Angel – Jäger der Finsternis (Angel, Fernsehserie, 111 Folgen)
- 2000: Titan A.E.
- 2002–2003: Firefly – Der Aufbruch der Serenity (Firefly, Fernsehserie, 14 Folgen)
- 2005: Serenity – Flucht in neue Welten (Serenity)
- 2008: Dr. Horrible’s Sing-Along Blog
- 2008: Commentary! The Musical (Hörspiel)
- 2009: Dollhouse
- 2012: The Cabin in the Woods
- 2012: Marvel’s The Avengers
- 2012: Viel Lärm um nichts (Much Ado About Nothing)
- 2013: Marvel’s Agents of S.H.I.E.L.D. (Fernsehserie)
- 2014: In Your Eyes
- 2015: Avengers: Age of Ultron
- 2017: Justice League
- 2021: The Nevers (Fernsehserie)

als Regisseur
- 1997–2003: Buffy – Im Bann der Dämonen (Buffy the Vampire Slayer, Fernsehserie, 22 Folgen)
- 1999–2004: Angel – Jäger der Finsternis (Angel, Fernsehserie, 7 Folgen)
- 2002: Firefly – Der Aufbruch der Serenity (Firefly, Fernsehserie, 3 Folgen)
- 2005: Serenity – Flucht in neue Welten (Serenity)
- 2007: Das Büro (The Office, Fernsehserie, 2 Folgen)
- 2008: Dr. Horrible’s Sing-Along Blog
- 2012: Marvel’s The Avengers
- 2012: Viel Lärm um nichts (Much Ado About Nothing)
- 2013: Marvel’s Agents of S.H.I.E.L.D. (Fernsehserie)
- 2015: Avengers: Age of Ultron
- 2017: Justice League
- 2021: The Nevers (Fernsehserie)

als Schauspieler
- 2005: Veronica Mars (Gastauftritt, Staffel 2 Folge 6)

## Auszeichnungen
- 2005: Nebula Award in der Kategorie „Best Script (Bestes Drehbuch)“ für Serenity – Flucht in neue Welten
- 2013: British Fantasy Award in der Kategorie „Best Screenplay (Bestes Drehbuch)“ für  The Cabin in the Woods (gemeinsam mit Drew Goddard)

## Belege
1. ↑  Joss Whedon facing immigration troubles for new wife. torontosun.com, 10. Mai 2021, abgerufen am 20. Januar 2022.
2. ↑  Joss Whedon: SATIN TIGHTS NO LONGER. whedonesque.com, 3. Februar 2007, archiviert vom Original (nicht mehr online verfügbar) am 5. Februar 2007; abgerufen am 29. August 2010 (englisch).
3. ↑  Mariano Glas: Dollhouse: Eliza Dushku in neuer Serie von Joss Whedon. serienjunkies.de, 1. November 2007, abgerufen am 29. August 2010.
4. ↑  Joss Whedon: Eintrag bei Whedonesque. whedonesque.com, 16. März 2008, archiviert vom Original (nicht mehr online verfügbar) am 2. Januar 2010; abgerufen am 29. August 2010 (englisch).
5. ↑  Doctor Gash: SXSW 2012: Catch a Live Chat With Joss Whedon and Drew Goddard of Cabin in the Woods. Dread Central, 7. März 2012, abgerufen am 7. März 2012 (englisch).
6. ↑  Marvel's The Avengers Begins Production bei Marvel.com abgerufen am 3. Juli 2011
7. ↑  Michael Granado: Read an Exclusive Excerpt from Joss Whedon: The Complete Companion. Dread Central, 10. Mai 2012, abgerufen am 10. Mai 2012 (englisch).
8. ↑  „Class of 2017“. Zugegriffen am 30. Juni 2017. http://www.app.oscars.org/class2017/.
9. ↑  ‘Justice League’ Extensive Reshoots Causing Headaches for Star Schedules auf variety.com, abgerufen am 25. Juli 2017
10. ↑  Adam B. Vary, Elizabeth Wagmeister: Inside Joss Whedon’s ‘Cutting’ and ‘Toxic’ World of ‘Buffy’ and ‘Angel’. In: variety.com. Abgerufen am 26. März 2021 (englisch).